# Powój trójbarwny
Powój trójbarwny (Convolvulus tricolor L.) – gatunek rośliny z rodziny powojowatych. W Polsce jest uprawiany jako roślina ozdobna, z rzadka i przejściowo tylko dziczejąca (efemerofit).

## Morfologia
ŁodygaWzniesiona o wysokości 60–80 cm (wyjątkowo do 100 cm), miękko owłosiona. Owija się wokół podpór.
LiścieRównowąskie lub jajowato-podługowate, ogonkowe, zwykle o strzałkowatych nasadach. Są miękko owłosione.
KwiatyWyrastają na długich szypułkach po 1-2 z kątów liści. Są wonne, przeważnie fioletowe z białą gardzielą i żółtym środkiem (stąd gatunkowa nazwa rośliny). Działki kielicha jajowato-lancetowate, korona duża, lejkowata.
OwocTorebka.

## Biologia i ekologia
Roślina jednoroczna. Kwitnie od maja do sierpnia.

## Zastosowanie
Roślina ozdobna: jest uprawiany ze względu na swoje piękne kwiaty, głównie jako roślina okrywowa w ogródkach, na tarasach, balkonach. Preferuje stanowiska ciepłe i słoneczne. Gleba najlepiej z odczynem obojętnym. W glebie bardzo żyznej rośnie silniej, ale kwitnie słabiej. Wysiew do gruntu kwiecień-maj. Po wzejściu siewki przerywamy. Preferuje stanowiska słoneczne. Rośnie szybko i wcześnie zaczyna kwitnąć. Należy go obficie podlewać i 2-3 razy w ciągu roku posilić nawozami.